# Xylopia spruceana
Xylopia spruceana este o specie de plante angiosperme din genul Xylopia, familia Annonaceae, descrisă de George Bentham și Richard Spruce. Conform Catalogue of Life specia Xylopia spruceana nu are subspecii cunoscute.